# John Laband
John Paul Clow Laband (* 18. März 1947 in Johannesburg) ist ein südafrikanischer Historiker und Schriftsteller, mit Forschungsschwerpunkten zum Zulukrieg und den Burenkriegen.

## Biografie
John Laband lehrte und forschte 42 Jahre an Universitäten in Südafrika, England und Kanada. Im Verlaufe seiner wissenschaftlichen Tätigkeit veröffentlichte er mehrere Werke über die Militärgeschichte des südlichen Afrikas und die Geschichte der Zulu. Dabei widmete er sich besonders dem Anglo-Zulu-Krieg von 1879.
John Laband ist emeritierter Professor und war Lehrstuhlinhaber für Geschichte an der Wilfrid Laurier University in Kanada und ist Mitglied von Clare Hall auf Lebenszeit (Cambridge University). Ferner ist Laband Fellow der University of KwaZulu-Natal sowie wissenschaftlicher Mitarbeiter an der Universität Stellenbosch.
John Laband lebt im Ruhestand in Greyton.

## Werke
- Fight Us In The Open; The Anglo-Zulu War Through Zulu Eyes, Pietermaritzburg, 1985
- Kingdom in Crisis: The Zulu Response to the British Invasion of 1879. 1992[6]
- mit Jeff Mathews:  Isandlwana. KwaZulu Monuments Council series, 1992
- als Herausgeber: Lord Chelmsford’s Zululand Campaign 1878–1879. Army Records Society, Stroud 1994
- Rope of Sand: The Rise and Fall of the Zulu Kingdom in the Nineteenth Century. 1995, Jonathan Ball Publishers SA, Johannesburg 1995, ISBN 978-1-868-42023-0[7]
- mit Paul Thompson: The Illustrated Guide to the Anglo-Zulu War. University of KwaZulu-Natal Press, Scottsville 2004, ISBN 978-1-869-14055-7
- The Atlas of the Later Zulu Wars, 1883–1888. University of KwaZulu-Natal Press, Pietermaritzburg 2001, ISBN 978-0-869-80998-3
- The Transvaal Rebellion: The First Boer War 1880–1881. Routledge, 2016, ISBN 978-1-138-15420-9
- The Battle of Majuba Hill: The Transvaal Campaign, 1880–1881. Helion & Company, Solihull (West Midlands) 2017, ISBN 978-1-911-51238-7
- Daily lives of civilians in wartime Africa: from slavery days to Rwandan genocide. Greenwood Press, Westport (CT) 2007, ISBN 978-0-313-33540-2[8]
- Historical Dictionary of the Zulu Wars, Scarecrow Press, Lanham (MD) 2009,  ISBN 978-0-810-86078-0
- Zulu Warriors: The Battle for the South African Frontier. Yale University Press, 2014, ISBN 978-0-300-20919-8
- The Assassination of King Shaka: Zulu History's Dramatic Moment. Jonathan Ball Publishers SA, 2017, ISBN 978-1-868-42807-6
- mit Benedict Carton & Jabulani Sithole: Zulu Identities: Being Zulu, Past and Present. C Hurst & Co Publishers, London 2009, ISBN 978-1-850-65908-2
- The eight Zulu kings: from Shaka to Goodwill Zwelithini. Jonathan Ball Publishers SA, Johannesburg 2018, ISBN 978-1-868-42838-0
- The Fall of Rorke's Drift: An Alternate History of the Anglo-Zulu War of 1879. Greenhill Books, Barnsley (South Yorkshire) 2019, ISBN 978-1-784-38373-2
- Bringers of war : the Portuguese in Africa during the age of gunpowder and sail from fifteenth to eighteenth century. Frontline Books, London 2013, ISBN 978-1-848-32658-3
- The A to Z of the Zulu Wars. Scarecrow Press, Lanham 2010, ISBN 978-0-810-87631-6

## Quelle und weiterführende Literatur
- John Gooch: The Boer War: Direction, Experience, and Image. University of Leeds, 2000, S. 107–126,
- Adrian Greaves: The Tribe That Washed Its Spears: The Zulus at War. Pen & Sword Military, 2013
- Harold E. Raugh, Jr.: Anglo-Zulu War, 1879: A Selected Bibliography. Scarecrow Press, 2011
- Stephen M. Miller (Hrsg.): Soldiers and Settlers in Africa: 1850–1918. Brill, Leiden/Boston, 2009
- Keith Smith: Dead Was Everything: Studies in the Anglo-Zulu War. Frontline Books, 2014